# Die Spezialisten – Im Namen der Opfer
Die Spezialisten – Im Namen der Opfer war eine deutsche Fernsehserie des ZDF. Die Krimiserie mit Valerie Niehaus als Rechtsmedizinerin Dr. Katrin Stoll und Matthias Weidenhöfer als Kriminalhauptkommissar Henrik Mertens in den Hauptrollen wurde zwischen Februar 2016 und April 2019 ausgestrahlt. Im Januar 2019 übernahm Alina Levshin als Rechtsmedizinerin Dr. Julia Löwe ebenfalls eine Hauptrolle.
Am 28. März 2019 bestätigte die Produktionsfirma UFA Fiction, dass die Serie mit der vierten Staffel nach 48 Folgen beendet wird. Seitdem sendet das ZDF auf demselben Sendeplatz Wiederholungen der Serie.

## Hintergrund

### Handlung
Die Fernsehserie erzählt Geschichten rund um die fiktive Interdisziplinäre Ermittlungskommission (IEK) des Landeskriminalamtes Berlin um Rechtsmedizinerin Dr. Katrin Stoll (Valerie Niehaus) und Kriminalhauptkommissar Henrik Mertens (Matthias Weidenhöfer), die ungelöste Kriminalfälle aufgrund neuer Indizien aufrollen.
Geleitet wird die IEK von Kriminaloberrätin Dr. Dorothea Lehberger (Katy Karrenbauer). Weitere Teammitglieder sind der gerichtsmedizinische Assistent Rufus Haupenthal, Kriminalkommissar Tom Bach sowie die Kriminaltechnikerin Maria Kaschke (Rosa Enskat).
Bis zu Beginn der 4. Folge war noch Inga Biehl (Henriette Richter-Röhl) als Kriminaltechnikerin tätig, sie infizierte sich jedoch bei der Untersuchung von Leichenteilen mit einem multiresistenten Erreger und starb an den Folgen. Anschließend wurde sie von der Kriminaltechnikerin und -biologin Samira Vaziri (Narges Rashidi) ersetzt, welche die IEK zu Beginn der 3. Staffel verlassen hat, um eine Anstellung am Europäischen Laboratorium für Molekularbiologie anzunehmen.
Als Vorgänger von Henrik Mertens ermittelte in der 1. Staffel Kriminalhauptkommissar Mirko Kiefer (David Rott). Jannik Meisner (Merlin Rose) und Ben Kuttner (Timur Bartels) waren in der 1. bzw. 2. Staffel die Vorgänger von Kommissar Tom Bach (Steven Sowah).
Nachdem die Figur der Katrin Stoll zu Beginn der vierten Staffel beurlaubt wurde, übernahm Dr. Julia Löwe (Alina Levshin) die Aufgabe der Rechtsmedizinerin in der IEK.
Neben den episodischen Kriminalfällen verfügt jede Staffel über eine horizontale Rahmenhandlung, die sich über mehrere Folgen verteilt.

### Produktion
Die Krimiserie wurde seit 2015 von der in Babelsberg ansässigen Produktionsfirma UFA Fiction in Berlin (u. a. im Institut für Hygiene und Umweltmedizin der Charité als Sitz der IEK) und Brandenburg unter der Leitung von Dedina Dettmers produziert. Die erste Staffel umfasste zehn Folgen. Am 8. Februar 2017 begann die Ausstrahlung der zweiten Staffel mit dreizehn Folgen. Ab dem 10. Oktober 2018 wurden hintereinander die dritte und vierte Staffel ausgestrahlt, welche insgesamt 25 Folgen umfassen.

### Ausstrahlung
Die Krimiserie wird seit dem 3. Februar 2016 im Mittwochvorabendprogramm des ZDF ausgestrahlt. Sie nahm den Sendeplatz der Küstenwache ein. Die Folgen sind jeweils schon eine Woche vor Ausstrahlung in der ZDF Mediathek abrufbar.

## Besetzung
Zeitleiste
● Hauptrolle, (N) Nebenrolle, (G) Gastrolle
| Rolle                  | 1 | 2   | 3   | 4   |
| Dr. Katrin Stoll       | ● | ●   | ●   | (N) |
| Rufus Haupenthal       | ● | ●   | ●   | ●   |
| Dr. Dorothea Lehberger | ● | ●   | ●   | ●   |
| Mirko Kiefer           | ● |     |     |     |
| Jannik Meissner        | ● |     |     |     |
| Samira Vaziri          | ● | ●   | (G) |     |
| Henrik Mertens         |   | ●   | ●   | ●   |
| Ben Kuttner            |   | ●   | (N) |     |
| Dr. Maria Kaschke      |   | (G) | ●   | ●   |
| Tom Bach               |   |     | ●   | ●   |
| Dr. Julia Löwe         |   |     |     | ●   |

### Hauptbesetzung
| Darsteller             | Rollenname             | Rolle                             | Episoden         | Staffeln | Zeitraum  |
| ---------------------- | ---------------------- | --------------------------------- | ---------------- | -------- | --------- |
| Valerie Niehaus        | Dr. Katrin Stoll       | Rechtsmedizinerin                 | 1–37, 42, 47, 48 | 1–4      | 2016–2019 |
| Tobias Licht           | Rufus Haupenthal       | gerichtsmedizinischer Assistent   | 1–48             | 1–4      | 2016–2019 |
| Katy Karrenbauer       | Dr. Dorothea Lehberger | Kriminaloberrätin                 | 1–48             | 1–4      | 2016–2019 |
| Henriette Richter-Röhl | Inga Biehl †           | Kriminaltechnikerin und -biologin | 1–3              | 1        | 2016      |
| David Rott             | Mirko Kiefer           | Kriminalhauptkommissar            | 1–10             | 1        | 2016      |
| Merlin Rose            | Jannik Meissner        | Kriminalkommissar                 | 1–10             | 1        | 2016      |
| Narges Rashidi         | Samira Vaziri          | Kriminaltechnikerin und -biologin | 4–15, 17–26      | 1–3      | 2016–2018 |
| Matthias Weidenhöfer   | Henrik Mertens         | Kriminalhauptkommissar            | 11–48            | 2–4      | 2017–2019 |
| Timur Bartels          | Ben Kuttner            | Kriminalkommissar                 | 11–27            | 2–3      | 2017–2018 |
| Rosa Enskat            | Dr. Maria Kaschke      | Kriminaltechnikerin               | 16, 27–48        | 2, 3–4   | 2017–2019 |
| Steven Sowah           | Tom Bach               | Kriminalkommissar                 | 27–48            | 3–4      | 2018–2019 |
| Alina Levshin          | Dr. Julia Löwe         | Rechtsmedizinerin                 | 38–48            | 4        | 2019      |

### Gelegentliche Nebendarsteller
| Darsteller         | Rollenname        | Rolle                                       | Episoden                    | Staffeln | Zeitraum   |
| ------------------ | ----------------- | ------------------------------------------- | --------------------------- | -------- | ---------- |
| Thure Riefenstein  | Jürgen Zoch       | Krimineller, Mörder von Katrins Bruder      | 23, 41 (nur Stimme), 42, 48 | 2, 4     | 2017, 2019 |
| Heinz Hoenig       | Rudolph Stoll     | Vater von Dr. Katrin Stoll                  | 24–26                       | 3        | 2018       |
| Elisabeth Niederer | Mechthild Stoll   | Mutter von Dr. Katrin Stoll                 | 24–25, 37, 39               | 3–4      | 2018–2019  |
| Isabel Thierauch   | Viktoria Nissen   | Staatsanwältin, Geliebte von Henrik Mertens | 25–31, 33, 35–36            | 3        | 2018       |
| Klaus Schindler    | Bernd Weissenborn | Staatssekretär                              | 30, 33, 36                  | 3        | 2018       |
| Samy Abdel Fattah  | Tarek Samy        | Informant von Henrik                        | 41–42, 45                   | 4        | 2019       |

## Episodenliste

### Staffel 1
| Nr. (ges.) | Nr. (St.) | Originaltitel              | Erstausstrahlung D | Regie           | Drehbuch                                                         |
| --- | --------- | -------------------------- | ------------------ | --------------- | ---------------------------------------------------------------- |
| 1 | 1         | Der verlorene Sohn         | 3. Feb. 2016       | Gero Weinreuter | Carl-Christian Demke                                             |
| Gastdarsteller: Paul Faßnacht als Wolf Zarske, Gitta Schweighöfer als Irmgard Zarske, Barbara Schöne als Rita Krupke, Arndt Schwering-Sohnrey als Uwe Zarske, Thomas Arnold als Dietmar Heyne, Gordon Kämmerer als Gerd Zarske |           |                            |                    |                 |                                                                  |
| 2 | 2         | Party                      | 10. Feb. 2016      | Gero Weinreuter | Carl-Christian Demke (Headautor), Michael Illner                 |
| Gastdarsteller: Holger Handtke als Andreas Huber, Mathilde Bundschuh als Sarah-Jane, Aleksandar Tesla als André Voss, Gerdy Zint als Türsteher Kuno, Johannes Kiebranz als Serge Repin, Mercedes Müller als Nancy Huber, Kaya Spohn als Maria Huber, Wilhelm Eilers als Professor Beck |           |                            |                    |                 |                                                                  |
| 3 | 3         | Der heilige Krieger        | 17. Feb. 2016      | Gero Weinreuter | Carl-Christian Demke                                             |
| Gastdarsteller: Dominic Raacke als Jens Adler, Rauand Taleb als Nazim Kemal, Husam Chadat als Ibrahim Kemal, Meral Perin als Ada Kemal, Noureddine Chamari als Jawad Masood, Stephan A. Tölle als Technischer Leiter, Stefan Mehren als Dr. Hagen, Jon Carl Schnäcker als Tarik, Frederik Schmid als Ringo, Shawn Karlborg als Murat |           |                            |                    |                 |                                                                  |
| 4 | 4         | Miss Mai 1988              | 24. Feb. 2016      | Nicolai Rohde   | Carl-Christian Demke (Headautor), Michael Illner                 |
| Gastdarsteller: Hartmut Becker als Big Toni, Ingo Hülsmann als Robert Brink, David C. Bunners als Jimmie Pawletta, Robert Mika als Walther Fendle, Sven Gerhardt als Ole Jessen, Jan Gerrit Brüggemann als Jimmie Pawletta, Niklas Löffler als Robert Brink, Jessika Thiele als Silke Spieker |           |                            |                    |                 |                                                                  |
| 5 | 5         | Die Mädchen aus Ost-Berlin | 2. März 2016       | Nicolai Rohde   | Carl-Christian Demke (Headautor), Ralf Kinder                    |
| Gastdarsteller: Tom Keune als Carsten Pietsch, Nadja Bobyleva als Sandra Lessing, Jutta Wachowiak als Frau Meinhard, Klaus Manchen als Herr Meinhard, Michael Schenk als Volker Sonnenberg, Eva Blum als Anke, Anka Baier als Claudia, Nadja Engel als Birgit, Astrid Kohrs als Daniela, Matthias Gärtner als Carsten Pietsch (1986), Julian Kaas Elias als Andreas Meinhard, Marvin Schulz als Volker Sonnenberg (1986), Anna Herrmann als Beate Lessing |           |                            |                    |                 |                                                                  |
| 6 | 6         | Kleiner Engel              | 9. März 2016       | Kai Meyer-Ricks | Carl-Christian Demke (Headautor), Ralf Kinder                    |
| Gastdarsteller: Inez Bjørg David als Marie Schuster, Rolf Kanies als Peter Schuster, Brigitte Grothum als Hedwig Pape, Alfred Hartung als Johannes Fehling, Frank Streffing als Immobilienmakler, Tamara Rohloff als Sarah Schuster, Seumas Sargent als Raul Brandt, Rüdiger Klink als Dr. Keil, Leonard Kunz als Jonathan Schuster |           |                            |                    |                 |                                                                  |
| 7 | 7         | Flowerpower                | 16. März 2016      | Kai Meyer-Ricks | Carl-Christian Demke (Headautor), Christiane Bubner, Ralf Kinder |
| Gastdarsteller: Deborah Kaufmann als Anja Rothmann, Hans Diehl als Herbert Rothmann, Eva Kryll als Beate Graf, Petra Zieser als Petra Schenkel, Ralf Lindermann als Klaus Schenkel, Clara Gerst als Monika Rothmann, Maja Lehrer als Beate Graf (1974), Julia Pappenberger als Petra Schenkel (1974), Philipp Schobesberger als Herbert Rothmann (1974)                                                                                                   |           |                            |                    |                 |                                                                  |
| 8 | 8         | Tod eines Untoten          | 23. März 2016      | Samira Radsi    | Carl-Christian Demke (Headautor), Günter Overmann                |
| Gastdarsteller: Florian Fitz als Nils Steiner, Rebecca Immanuel als Susanne Steiner, Dirk Martens als Malte Fink, Tania Carlin als Franziska Sabel, Günter Barton als Dr. Landmann, Michael Rautenberg als Nils Steiner, Marian Kindermann als Thomas Krohs, Willi Kellich als Malte Fink (2000) |           |                            |                    |                 |                                                                  |
| 9 | 9         | Totenkopf                  | 30. März 2016      | Samira Radsi    | Carl-Christian Demke (Headautor), Ralf Kinder                    |
| Gastdarsteller: Peter Trabner als Hendryk Kast, Inga Dietrich als Martina Hagenau, Pit Bukowski als Tobias Hagenau, Oli Bigalke als Dennis Schmidt, Christoph Tomanek als Georg Stahl, Christopher Reinhardt als Holger Bruhns, Robin Reichelt als Hendryk Kast (1990), u. a. |           |                            |                    |                 |                                                                  |
| 10 | 10        | Zersetzt                   | 6. Apr. 2016       | Samira Radsi    | Carl-Christian Demke                                             |
| Gastdarsteller: Dennis Herrmann als Arne Gasch, Thomas Bading als Rainer Kühn, Robert Gallinowski als Detlef Wolf, Simon Schwarz als Bernd Eschenbach, Kai Müller als Sören Gasch, Johannes Franke als Ralf, Tobias Bieri als Rainer Kühn (1985), Alexandros Gehrckens als Arne Gasch (1985), Roman Schomburg als Detlef Wolf (1985), u. a. |           |                            |                    |                 |                                                                  |

### Staffel 2
| Nr. (ges.) | Nr. (St.) | Originaltitel     | Erstausstrahlung D | Regie            | Drehbuch                                                                    |
| --- | --------- | ----------------- | ------------------ | ---------------- | --------------------------------------------------------------------------- |
| 11 | 1         | Traumhafte Zeiten | 8. Feb. 2017       | Sven Fehrensen   | Carl-Christian Demke                                                        |
| Gastdarsteller: Anita Kupsch als Marion Schlöttke, Adrian Topol als Ronny Schlöttke, Uwe Bohm als Uwe Brandt, Stephanie Eidt als Svenja Radtke, Matthias Komm als Ingo Schlöttke, Garry Fischmann als Uwe Brandt (25 J.), Samuel Hummel als Ronny Schlöttke (19 J.), Sarah Amanda Dulgeris als Svenja Radtke (22 J.), Anna Prüstel als Marion Schlöttke (39 J.), u. a.                        |           |                   |                    |                  |                                                                             |
| 12 | 2         | Heroes            | 15. Feb. 2017      | Sven Fehrensen   | Carl-Christian Demke (Headautor), Christiane Bubner, Ralf Kinder            |
| Gastdarsteller: Ralph Herforth als Jo Hansen, Alexander Radszun als Detlef Kowalski, Sandra Nedeleff als Corinna Hehling, Vincent Krüger als David Hehling, Hauke Diekamp als Jo Hansen (28 J.), Rafael Gareisen als Detlef Kowalski (19 J.), Emilia Bernsdorf als Anne Dünker (17 J.), u. a.                                                                                                 |           |                   |                    |                  |                                                                             |
| 13 | 3         | Der GAU           | 22. Feb. 2017      | Sven Fehrensen   | Carl-Christian Demke (Headautor), Christiane Bubner, Ralf Kinder            |
| Gastdarsteller: Patrick von Blume als Ulf Wiebold, Henning Peker als Reiner Berg, Birge Schade als Barbara Berg, Bernd Michael Lade als Peter Husmann, Beate Maes als Sabine Halter, Holger Wiegandt als Hanno Lehmitz, Lucas Reiber als Ulf Wiebold (26 J.), Esther Hafner als Sabine Halter (26 J.), Marlon Kittel als Reiner Berg (31 J.), Franziska Breite als Anne Dünker (26 J.), u. a. |           |                   |                    |                  |                                                                             |
| 14 | 4         | Meine Prinzessin  | 1. März 2017       | Michael Wenning  | Carl-Christian Demke                                                        |
| Gastdarsteller: Cleo von Adelsheim als Patricia Kunkel, Laura Louisa Garde als Nicole Hilbig, Nike Fuhrmann als Eva Gonzales, Sami Loris als Marc Bäumer, Jennifer Bischof als Luise Graf, u. a. |           |                   |                    |                  |                                                                             |
| 15 | 5         | Bum Bum           | 8. März 2017       | Michael Wenning  | Carl-Christian Demke (Headautor), Christiane Bubner, Ralf Kinder            |
| Gastdarsteller: Ramona Kunze-Libnow als Marlies Gördes, Wolfgang Winkler als Klaus Gördes, Robert Schupp als Martin Duve, Julia Richter als Silke Behrendt, Kyra Sophia Kahre als Miriam Gördes, Steffen Scheumann als Rolf Hahne, Christina Cervenka als Silke Behrendt (17 J.), Zeljko Marovic als Martin Duve (33 J.), u. a.                                                               |           |                   |                    |                  |                                                                             |
| 16 | 6         | Zu treuen Händen  | 15. März 2017      | Michael Wenning  | Carl-Christian Demke (Headautor), Ralf Kinder, Christiane Bubner            |
| Gastdarsteller: Tina Engel als Susanne Kessler, Torsten Michaelis als Eckhard Wöllner, Herbert Olschok als Günther Strehwe, Rosa Enskat als Maria Kaschke, Matthias Brenner als Heiner Brock, Nina Machalz als Susanne Wöllner (30 J.), Lutz Erik Aikele als Manfred Wöllner (38 J.), Moritz Gaa als Eckhard Wöllner (37 J.), Helge Bechert als Polizist, u. a.                               |           |                   |                    |                  |                                                                             |
| 17 | 7         | Romeo             | 22. März 2017      | Michael Wenning  | Carl-Christian Demke (Headautor), Hubert Eckert                             |
| Gastdarsteller: Michael Mendl als Heinrich Rulf, Ludwig Blochberger als Frank Singer, Michaela Caspar als Gertrud Singer, Justus Carrière als William Baumbach, Christoph Gareisen als Lothar Kosing, Anita Stenke als Gertrud Singer (26 J.), Nicolas Walier als Lothar Kosing (30 J.), Emma Lehnert als Tochter von H.Rulf, u. a.                                                           |           |                   |                    |                  |                                                                             |
| 18 | 8         | Auge um Auge      | 29. März 2017      | Gero Weinreuter  | Carl-Christian Demke                                                        |
| Gastdarsteller: Ursula Werner als Annemarie Euler, Christian Grashof als Prof. Richard Hein, Horst Günter Marx als René Lenz, Dirc Simpson als Arthur Strehle, Heinz Klever als Herr Branstner, Ela Paul als Annemarie Euler (27 J.), Robert Zimmermann als Prof. Richard Hein (22 J.), u. a.                                                                                                 |           |                   |                    |                  |                                                                             |
| 19 | 9         | Große weite Welt  | 5. Apr. 2017       | Gero Weinreuter  | Carl-Christian Demke (Headautor), Werner Lüder, Andreas Kaufmann            |
| Gastdarsteller: Steffen Münster als Stefan Lobeck, Kirsten Block als Judith Lobeck, Michael Rotschopf als Jens Lobeck, Mai Duong Kieu als Mali Nacuscul, Trang Le Hong als Nutcharin Lobeck, Tom Sommerlatte als Stefan Lobeck (29 J.), Janet Rothe als Judith Lobeck (27 J.), Jaime Krsto Ferkic als Jens Lobeck (29 J.), Henning Schimke als Theo, Thanh-Huyen Nguyen als Rose, u. a.       |           |                   |                    |                  |                                                                             |
| 20 | 10        | Heldenkinder      | 12. Apr. 2017      | Gero Weinreuter  | Carl-Christian Demke (Headautor), Hubert Eckert                             |
| Gastdarsteller: Ellen Schwiers als Ida Blum, Carl Heinz Choynski als Willy Eisenberg, Jürgen Heinrich als Jochen Maibeck, Martin Bretschneider als Patrick Maibeck, Falk-Willy Wild als Gustav Krohn, Aimée Gneist als Frau Krohn, Ole Eisfeld als Albert Engel, Gwendolyn Göbel als Ida Blum (10 J.), u. a.                                                                                  |           |                   |                    |                  |                                                                             |
| 21 | 11        | Sommermärchen     | 19. Apr. 2017      | Gero Weinreuter  | Carl-Christian Demke (Headautor), Anja Weber                                |
| Gastdarsteller: Johann von Bülow als Bernd Weyer, Susanna Simon als Nina Weyer, Anna Schäfer als Thea Jansen, Isolda Dychauk als Sophie Gastaut, Linus Müller als Paul Weyer, Helena Zengel als Lily Weyer, Anton Petzold als Paul Weyer (11 J.), u. a. |           |                   |                    |                  |                                                                             |
| 22 | 12        | Feindkontakt      | 26. Apr. 2017      | Kerstin Ahlrichs | Carl-Christian Demke (Headautor), Peter Dommaschk, Ralf Leuther, Anja Weber |
| Gastdarsteller: Julian Weigend als Andreas Lehmann, Gernot Kunert als Holger Dombrowsky, Nele Mueller-Stöfen als Elke Gallert, Volker Ranisch als Karsten Klein, Till Petri als Karsten Klein (29 J.), Max Hoppe als Holger Dombrowsky (32 J.), Benjamin Trinks als Jan Seiler, Dennis Mojen als Andreas Lehmann (18 J.), Jannis Schmidt (Junge im Fahrradladen), u. a.                       |           |                   |                    |                  |                                                                             |
| 23 | 13        | Diamantenfieber   | 3. Mai 2017        | Kerstin Ahlrichs | Carl-Christian Demke                                                        |
| Gastdarsteller: Imogen Kogge als Inge Hansen, Alma Leiberg als Martina Suttner, Joachim Schweizer als Hermann Suttner, Michael Pink als Dirk Bolter, u. a. |           |                   |                    |                  |                                                                             |

### Staffel 3
| Nr. (ges.) | Nr. (St.) | Originaltitel      | Erstausstrahlung D | Regie             | Drehbuch                                                         |
| --- | --------- | ------------------ | ------------------ | ----------------- | ---------------------------------------------------------------- |
| 24 | 1         | Ein Tag im Juni    | 10. Okt. 2018      | Kai Meyer-Ricks   | Carl-Christian Demke                                             |
| Gastdarsteller: Charlotte Schwab als Ricarda Menzel, Rüdiger Joswig als Ernst Feist, Heide Simon als Gretel Ücker, Wolfgang Boos als August Feist, Paula Schramm als Lore Menzel |           |                    |                    |                   |                                                                  |
| 25 | 2         | Die Lüge           | 17. Okt. 2018      | Kai Meyer-Ricks   | Carl-Christian Demke (Headautor), Hubert Eckert                  |
| Gastdarsteller: Christian Wolff als Norbert Lenz, Monica Kaufmann als Hilde Lenz, Jockel Tschiersch als Jochen Paulsen, Harald Burmeister als Andreas Gerlach, Maria Mägdefrau als Martha Gerlach, Peer Jäger als Karl-Heinz Schrimm, Björn Ingmar Böske als Christian Gerlach                                                     |           |                    |                    |                   |                                                                  |
| 26 | 3         | Dem Himmel so nah  | 24. Okt. 2018      | Kai Meyer-Ricks   | Carl-Christian Demke                                             |
| Gastdarsteller: Peter Weiss als Jörn Weimann, Nadine Warmuth als Judith Kalz, Cornelia Gröschel als Carola Weimann, Thomas Schendel als Herbert Broich, Lenn Kudrjawizki als Roman Kalz |           |                    |                    |                   |                                                                  |
| 27 | 4         | Der Verrat         | 31. Okt. 2018      | Steffi Doehlemann | Carl-Christian Demke (Headautor), Christiane Bubner, Ralf Kinder |
| Gastdarsteller: Hans Klima als Gerd Althaus, Peter Benedict als Armin Wencke, Ulrike Bliefert als Andrea Fieting, Anne Kasprik als Jule Bauroth, Thomas Goritzki als Ronald Schmitz, Moritz Leu als Bernd Bauroth |           |                    |                    |                   |                                                                  |
| 28 | 5         | Bon(n) appétit     | 7. Nov. 2018       | Steffi Doehlemann | Carl-Christian Demke (Headautor), Christiane Bubner, Ralf Kinder |
| Gastdarsteller: Peter Franke als Heiner Ahrend, Julia Schmitt als Franziska Berlitz, Felix von Manteuffel als Wilfried Berlitz, Rainer Sellien als Dr. Stephan Rüttner, Judith Steinhäuser als Kerstin Lange, Linda Blümchen als Eva Ahrend                                                                                        |           |                    |                    |                   |                                                                  |
| 29 | 6         | Shenjas Rückkehr   | 14. Nov. 2018      | Steffi Doehlemann | Carl-Christian Demke (Headautor), Hubert Eckert                  |
| Gastdarsteller: Aleksandar Jovanovic als Alexander Kremer, Natalia Bobyleva als Luise Kremer, Beate Prahl als Franziska Liepold, Albert Kitzl als Waldemar Kremer, Dimitri Bilov als Viktor Delwig, Thomas Bartholomäus als Schröder, Sascha Oliver Bauer als Rico Liepold, Anton Andreew als Eugen „Shenja“ Kremer                |           |                    |                    |                   |                                                                  |
| 30 | 7         | Klettermaxe        | 21. Nov. 2018      | Gero Weinreuter   | Carl-Christian Demke (Headautor), Klaus Jochmann                 |
| Gastdarsteller: Anne Schäfer als Paula Hanke, Luk Pfaff als Uwe Lüttge, Sebastian Stielke als Lars Bauer, Chris Veres als Max Himmelbach |           |                    |                    |                   |                                                                  |
| 31 | 8         | Born in the DDR    | 28. Nov. 2018      | Gero Weinreuter   | Carl-Christian Demke (Headautor), Anja Weber                     |
| Gastdarsteller: Heike Schroetter als Conni Haage, Peter Prager als Ralf Winkler, Christina Athenstädt als Jessica Winkler, Christian Steyer als Lothar Schwark, Hermann Große-Berg als Jonas Fischer, Christina Arndt als Silvia Winkler, Eric Bouwer als Georg Schulte                                                            |           |                    |                    |                   |                                                                  |
| 32 | 9         | Ostalgie           | 5. Dez. 2018       | Gero Weinreuter   | Carl-Christian Demke (Headautor), Christiane Bubner, Ralf Kinder |
| Gastdarsteller: Thorsten Loeb als Lothar Plötz, Cornelia Lippert als Sigrid Plötz, Horst Kotterba als Johannes Becker, Ute Lubosch als Klara Weinholdt, Jörg Bundschuh als Thomas Schumann |           |                    |                    |                   |                                                                  |
| 33 | 10        | Sonne statt Reagan | 12. Dez. 2018      | Gero Weinreuter   | Carl-Christian Demke (Headautor), Hansjörg Thurn                 |
| Gastdarsteller: Fanny Stavjanik als Elena Kuhn, Gabrielle Scharnitzky als Simone Bartels, Sabine Falkenberg als Deborah Hartmann, Bettina Lamprecht als Anna Kuhn, Natalie Holle als Elena Kuhn (jung), Dorothea Gebhardt als Simone Bartels (jung), Stefanie Bock als Deborah Hartmann (jung), Frederic Heidorn als Detlef Müritz |           |                    |                    |                   |                                                                  |
| 34 | 11        | Gastfeindschaft    | 19. Dez. 2018      | Kerstin Ahlrichs  | Carl-Christian Demke (Headautor), Kai Gero Lenke                 |
| Gastdarsteller: Petra Kelling als Klara Leistner, Walter Kreye als Konradin Herzog, Nisan Arikan als Pinar Kaymac, Vedat Erincin als Ibraim Kaymac, Thomas Gerber als Volker Leistner, Hendrik Arnst als Manfred Schuster, Murat Dikenci als Kemal Ayan                                                                            |           |                    |                    |                   |                                                                  |
| 35 | 12        | Im Bunker          | 2. Jan. 2019       | Kerstin Ahlrichs  | Carl-Christian Demke (Headautor), Hanno Raichle, Martin Muser    |
| Gastdarsteller: Katharina Abt als Isabel Schadt, Holger C. Gotha als Cosmin Radu, Moritz Berg als Alfred Umbach, Greta Ipelkofer als Hannah Schadt, Frank Casali als Frank Stratmann (jung), Vivian Lafleur als Christiane Stratmann, Hannes Wegener als Cosmin Radu (jung), Zoe Moore als Juliana Radmann                         |           |                    |                    |                   |                                                                  |
| 36 | 13        | Bombenstimmung     | 9. Jan. 2019       | Kerstin Ahlrichs  | Carl-Christian Demke                                             |
| Gastdarsteller: Marie Schneider als Bettina Giesebrecht, Andreas Windhuis als Falko Hegewald, Jürgen Haug als Johannes Lindner, Maxie Solveig als Bettina Giesebrecht (jung), Kai Michael Müller als Martin Giesebrecht, Richard Rabeus als Falko Hegewald (jung)                                                                  |           |                    |                    |                   |                                                                  |

### Staffel 4
| Nr. (ges.) | Nr. (St.) | Originaltitel                 | Erstausstrahlung D | Regie                  | Drehbuch                                      |
| --- | --------- | ----------------------------- | ------------------ | ---------------------- | --------------------------------------------- |
| 37 | 1         | Das weiße Schiff der Hoffnung | 16. Jan. 2019      | Kai Meyer-Ricks        | Kai Gero Lenke (Headautor), Hubert Eckert     |
| Gastdarsteller: Philipp Sonntag als Klaus Weidemann, Kornelia Boje als Marlies Weidemann, Wolfgang Finck als Arne Jesch, Ill-Young Kim als Ban Weidemann, Dang Ngoc Long als Tran Tan Dung, Ariane Gansuh als Do Thi Diep, Anna Döing als Marlies Weidemann (jung), Benedikt Zeitner als Klaus Weidemann (jung)                                                                |           |                               |                    |                        |                                               |
| 38 | 2         | Wut                           | 23. Jan. 2019      | Kai Meyer-Ricks        | Kai Gero Lenke                                |
| Gastdarsteller: Janette Rauch als Anna Kraft, Theresa Scholze als Marie Heim, Alexander Hörbe als Clemens Kraft, Philipp Denzel als David Kreis, Markus Boestfleisch als Reporter |           |                               |                    |                        |                                               |
| 39 | 3         | Nazigold                      | 30. Jan. 2019      | Kai Meyer-Ricks        | Kai Gero Lenke                                |
| Gastdarsteller: Beatrice Richter als Regine Schulze, Jochen Nickel als Hagen von Wenk, Andreas Borcherding als Felix Reuter, Manfred Böll als Rolf Parske, Carmen Betker als Regine Schulze (jung), Eike Jon Ahrens als Hagen von Wenk (jung), Nico Birnbaum als Erwin Schulze                                                                                                 |           |                               |                    |                        |                                               |
| 40 | 4         | Die Engelmacherin             | 6. Feb. 2019       | Steffi Doehlemann      | Kai Gero Lenke (Headautor), Hubert Eckert     |
| Gastdarsteller: Siemen Rühaak als Dr. Ingmar Kehl, Verena Berger als Anke Knauer, Susanne Bredehöft als Anne Spindler, Gerhard Garbers als Erich Spindler, Rainer Furch als Michael Porsch, Sanne Schnapp als Dr. Brigitte Kehl, Kathrin Wehlisch als Sandra Kehl, Mike Hoffmann als Erich Spindler (jung), Anja Bothe als Magdalena Spindler, Dagmar Biener als Gertrud Meyer |           |                               |                    |                        |                                               |
| 41 | 5         | Fahnenflucht                  | 13. Feb. 2019      | Steffi Doehlemann      | Kai Gero Lenke (Headautor), Carl Gerber       |
| Gastdarsteller: Brigitte Karner als Birte Parker, Errol Shaker als Chris Parker, Joachim Kappl als Johann Idel, Suzanne Geyer als Frauke Bogart, Jeff Wilbusch als Trainer, Elvis Clausen als Chris Parker (jung), Gizem Emre als Birte Idel (jung), Henning Mayer als Johann Idel (jung), Til Schindler als Michael Jenkins                                                   |           |                               |                    |                        |                                               |
| 42 | 6         | Gespenster                    | 20. Feb. 2019      | Steffi Doehlemann      | Kai Gero Lenke                                |
| Gastdarsteller: Jörg Gudzuhn als Peter Hitsch, Judith Engel als Sonja Hitsch, Jaecki Schwarz als Eugen Jannson, Knud Riepen als Georg Hitsch, Maxi Warwel als Sonja Hitsch (jung), Nils Malten als Peter Hitsch (jung) |           |                               |                    |                        |                                               |
| 43 | 7         | Der Schwimmer                 | 27. Feb. 2019      | Marcel-Kyrill Gardelli | Kai Gero Lenke (Headautor), Christiane Bubner |
| Gastdarsteller: Anica Dobra als Inga Thalheim, April Hailer als Beate Berger, Reiner Schöne als Wilfried Berger, Niklas Doddo als Philipp Thalheim, Katrin Flüs als Tanja Schmidt, Nicholas Bodeux als Manfred Schmidt, Dennis Madaus als Trainer |           |                               |                    |                        |                                               |
| 44 | 8         | Alte Wunden                   | 6. März 2019       | Marcel-Kyrill Gardelli | Kai Gero Lenke (Headautor), Hubert Eckert     |
| Gastdarsteller: Horst Sachtleben als Erich Fehling, Richard van Weyden als Dr. Herford, Renate Serwotke als Anna Rivolta, Gedeon Burkhard als Staatsanwalt Brehm, Daniele Rizzo als Franco Rivolta, Erika Skrotzki als Edelgard Klenz, Fabian Stromberger als Erich Fehling jung, Axel Werner als Alfred Döberitz, Matthias Zera als Alfred Döberitz jung                      |           |                               |                    |                        |                                               |
| 45 | 9         | Verräter                      | 13. März 2019      | Marcel-Kyrill Gardelli | Kai Gero Lenke                                |
| Gastdarsteller: André Rohde als Thomas Bauer, Michael Lott als Bela Neumann, Sulaika Lindemann als Aryana, Erol Afşin als Hamid Rahimi, Navíd Akhavan als Khaled Qaderi, Michael Ihnow als Pförtner |           |                               |                    |                        |                                               |
| 46 | 10        | Die kalte Hand                | 20. März 2019      | Oliver Liliensiek      | Kai Gero Lenke (Headautor), Hubert Eckert     |
| Gastdarsteller: Marek Harloff als Max Sobota, Felix Hellmann als David Pecker, Clelia Sarto als Daniela Krahl, Kaspar Eichel als Paul Krahl, Gilbert von Sohlern als Pater Michael Thiel, Eva-Maria Kurz als Christine Degenhardt, Dietmar Nieder als Pater Wolfram |           |                               |                    |                        |                                               |
| 47 | 11        | Der Bankier                   | 27. März 2019      | Oliver Liliensiek      | Kai Gero Lenke (Headautor), Christiane Bubner |
| Gastdarsteller: Josephin Busch als Svenja Franzen, Leander Lichti als Felix Franzen, Christoph Mory als Sebastian Voss, Max Volkert Martens als Johannes Rathmann, Marijam Agischewa als Constanze von Herndorf, Sabine von Maydell als Susanne Rathmann |           |                               |                    |                        |                                               |
| 48 | 12        | Am Ende                       | 3. Apr. 2019       | Oliver Liliensiek      | Kai Gero Lenke                                |
| Gastdarsteller: Götz Otto als Ferdinand Wagner, Wolfgang Michael als Klaus Winterfeld, Paul Hartmann als Micha Benning, Volker Wackermann als Karlo, Linda Rohrer als Viola Kaschke, Mika Seidel als Kolja Kaschke |           |                               |                    |                        |                                               |